# Liste der Abgeordneten zum konstituierenden Provinziallandtag von Tirol
Diese Liste der Abgeordneten zum konstituierenden Provinziallandtag von Tirol listet alle Abgeordneten zum Tiroler Landtag von 1848 auf.

## Zusammentreten
In Tirol bestanden historisch die Tiroler Landstände. In der Revolution von 1848/1849 im Kaisertum Österreich wurden sie letztmalig einberufen und wählten Vertreter in den Ständischen Zentralausschuss. Parallel dazu wurde die Wahl eines konstituierenden Provinziallandtags von Tirol betrieben. Rechtsgrundlage war ein Reskript des Innenministers vom 29. April 1848. Danach sollte der konstituierende Provinziallandtag von Tirol wie folgt zusammengesetzt sein:
- 13 Vertreter des geistlichen Standes
- 10 Vertreter des Adelsstandes
- 16 Vertreter des Bürgerstandes und
- 13 Vertreter des Bauernstandes

## Liste der Abgeordneten
| Kurie             | Ort                                                                   | Abgeordneter | Anmerkung |
| ----------------- | --------------------------------------------------------------------- | --- | --------- |
| Geistlicher Stand |                                                                       | Maximilian von Tarnoczy, Domkapitular als Vertreter des Fürsterzbischofs von Salzburg                                                 |           |
| Geistlicher Stand |                                                                       | Johann Nepomuk von Tschiderer, Fürstbischof von Trient                                                                                |           |
| Geistlicher Stand |                                                                       | Georg Habtmann, Domkapitular als Vertreter des Fürstbischofs von Brixen                                                               |           |
| Geistlicher Stand |                                                                       | Alois I. Röggl, Prälat zu Wilten, k.k. Gubernialrat, Erb-, Haus- und Hofkaplan                                                        |           |
| Geistlicher Stand |                                                                       | Alois Schnitzer, Prälat zu Stams, k.k. Rat, Erb-, Haus- und Hofkaplan                                                                 |           |
| Geistlicher Stand |                                                                       | Pirmin Pockstaller, Prälat zu Viecht                                                                                                  |           |
| Geistlicher Stand |                                                                       | Albert Jäger, Kapitular des Benediktinerstifts zu Marienberg und k. k. Professor                                                      |           |
| Geistlicher Stand |                                                                       | Johann Duise, Domkapitular des Domstiftes zu Brixen, Abgeordneter für den Kreis Pustertal und Eisack                                  |           |
| Geistlicher Stand |                                                                       | Anton Santner, Dekan und Stadtpfarrer zu Meran, für den Kreis an der Etsch                                                            |           |
| Geistlicher Stand |                                                                       | Joseph Blaas, Dekan und Pfarrer zu Mals                                                                                               |           |
| Geistlicher Stand |                                                                       | Johann Amberg, Dekan und Stadtpfarrer in Innsbruck                                                                                    |           |
| Adelsstand        |                                                                       | Klemens Graf und Herr zu Brandis, k. k. Kämmerer und geheimer Rat                                                                     |           |
| Adelsstand        |                                                                       | Leopold Graf von Wolkenstein-Trostburg, k. k. Kämmerer                                                                                |           |
| Adelsstand        |                                                                       | Leopold Graf von Künigl, k. k. Kämmerer                                                                                               |           |
| Adelsstand        |                                                                       | Ludwig Graf von Sarnthein, k. k. Kämmerer                                                                                             |           |
| Adelsstand        |                                                                       | Johann Freiherr von Sternbach, k. k. Kämmerer als Stellvertreter des Abgeordneten Ernst Graf von Wolkenstein-Rodenegg, k. k. Kämmerer |           |
| Adelsstand        |                                                                       | Franz von Lutterotti, ständischer Generalreferent                                                                                     |           |
| Adelsstand        |                                                                       | Karl von Hepperger, Dr. |           |
| Adelsstand        |                                                                       | Ignatz Freiherr von Giovanelli |           |
| Adelsstand        |                                                                       | Eduard von Larcher, Dr. |           |
| Adelsstand        |                                                                       | Karl von Klebelsberg, Dr. |           |
| Bürgerstand       | Stadt Kufstein                                                        | Norbert Pfretschner, Dr. med. |           |
| Bürgerstand       | Stadt Hall                                                            | Joseph Feistenberger, Bürgermeister                                                                                                   |           |
| Bürgerstand       | Stadt Lienz                                                           | Herr Oberkircher, Bürgermeister |           |
| Bürgerstand       | Stadt Klausen                                                         | Joseph Hirn, k. k. Landrichter |           |
| Bürgerstand       | Stadt Bozen                                                           | Franz Pfeiffer |           |
| Bürgerstand       | Stadt Innsbruck                                                       | Johann Schuker, Dr. |           |
| Bürgerstand       | Stadt Innsbruck                                                       | Hieronimus von Kiebelsberg, Bürgermeister                                                                                             |           |
| Bürgerstand       | Stadt Brixen                                                          | Johann Blaas, Bürgermeister |           |
| Bürgerstand       | Stadt Kitzbichl                                                       | Sebastian Ruedorfer |           |
| Bürgerstand       | Stadt Bruneck                                                         | Michael Kirchberger |           |
| Bürgerstand       | Stadt Vils                                                            | Karl Erb |           |
| Bürgerstand       | Stadt Meran                                                           | Joseph Valentin Haller, Bürgermeister                                                                                                 |           |
| Bürgerstand       | Stadt Bozen                                                           | Karl Zallinger |           |
| Bürgerstand       | Stadt Sterzing                                                        | Anton Knollenberger |           |
| Bürgerstand       | Stadt Rattenberg                                                      | J. Ziegler |           |
| Bürgerstand       | Stadt Glurns                                                          | J. Federspiel |           |
| Bauernstand       | Landgerichte Sonnenburg, Steinach und Mieders                         | Karl Schandl, k. k. Landrichter in Wilten                                                                                             |           |
| Bauernstand       | Landgerichte Lana, Kaltern und Neumarkt                               | J.P. Brigl aus Girlan |           |
| Bauernstand       | Landgerichte Hall und Schwaz                                          | Anton Christanell aus Schwaz |           |
| Bauernstand       | Landgerichte Sterzing, Brixen, Klausen und Mühlbach                   | Georg Plattner aus Feldthurns |           |
| Bauernstand       | Landgerichte Schlanders, Meran und Passeier                           | Johann Ladurner aus Algund |           |
| Bauernstand       | Landgerichte Sillian, Lienz, Windischmattrei, Buchenstein und Ampezzo | Johann Anton Aigner aus Abfaltersbach                                                                                                 |           |
| Bauernstand       | Landgerichte Bruneck, Taufers, Enneberg und Welsberg                  | Johann Mair aus Dietenheim |           |
| Bauernstand       | Landgerichte Landeck, Ried, Nauders und Glurns                        | J. Falkner aus St. Anton im Stanzertal                                                                                                |           |
| Bauernstand       | Landgerichte Imst, Reutte und Ischgl                                  | Mathias Kerber aus Lermoos |           |
| Bauernstand       | Landgerichte Silz und Telfs                                           | Karl Fischer aus Silz |           |
| Bauernstand       | Landgerichte Kufstein, Kitzbichl und Hopfgarten                       | Georg Rendl aus Kirchbichl |           |
| Bauernstand       | Landgerichte Rattenberg, Fügen und Zell                               | Joseph Greiderer aus Stumm |           |
| Bauernstand       | Landgerichte Kastelruth, Ritten, Sarnthal und Karneid                 | Herr Stafler aus Ritten |           |